# リプレイJ
『リプレイJ』は、今泉伸二による日本の漫画。ケン・グリムウッドの小説『リプレイ』を原案とした作品で、『週刊コミックバンチ』（新潮社）にて2001年創刊1号から2004年33号まで連載された。単行本は全12巻。

## 概要
原作を大幅に焼き直し、日本を舞台とした成功ストーリーとして制作されている。そのため、原作とはテーマが異なり、完全オリジナルと言ってもよい。
原作と同様にループものであるが、原作ではタイムスリップによる成功物語を幾度も繰り返すストーリーであったのに対し、本作では2回目のやり直し（3回目の人生）の冒頭で完結している。これは、連載当時の今泉が自らの作画速度の遅さや体調を考えて終了させたためであり、続きを望まれたこともあったが、新作への意欲から保留している。

## ストーリー
かつて大学ラグビーのヒーローだった主人公の室伏周平は、証券会社に入社して久しい40代の現在では駄目社員として扱われ、家庭内でも妻子に冷遇されていた。ある日、周平は心臓発作によって死亡するが、目覚めるとそこは大学ラグビー当時であり、当時の姿に若返った自分がいた。
精神だけが過去の自分にタイムスリップしたリプレイヤーとなったことを自覚した周平は、以前の記憶を活かして株式投資で元手を作ると、証券会社には入社せずにやはり記憶を活かしてさまざまなビジネスを成功に導き、世界一の企業家たちの信用を得ていく。しかしそんな中、周平の前に怪しげな男性の神代洸一が現れる。洸一は、もう1人のリプレイヤーであった。

## 単行本
1. ISBN 978-4107710055
2. ISBN 978-4107710147
3. ISBN 978-4107710284
4. ISBN 978-4107710536
5. ISBN 978-4107710697
6. ISBN 978-4107710857
7. ISBN 978-4107711021
8. ISBN 978-4107711175
9. ISBN 978-4107711304
10. ISBN 978-4107711441
11. ISBN 978-4107711632
12. ISBN 978-4107711809